# Papa Stour
Papa Stour es una isla localizada en el grupo de las Shetland, en Escocia. La isla cuenta con una población de unas 20 personas, algunas de las cuales han inmigrado desde una petición para residentes en los años 1970. El principal asentamiento de la isla es Biggings, desde donde hay ferries que parten a West Burrafirth, en la isla de Mainland.

## Historia
El nombre de la isla deriva de Papey Stóra, que significa "gran isla de los papar" (monjes gaélicos), en distinción a Papa Little
Papa Stour es el tema de un manuscrito redactado en 1299 en nórdico antiguo, que constituye el documento sobre las Shetland más viejo aún conservado. El manuscrito narra el dramático incidente en la casa del duque Hakon Magnusson, posteriormente rey Hakon V de Noruega.
En 2005 la población había caído hasta los 20 habitantes, tras serios desacuerdos entre los isleños que llegaron a los tribunales, y que propició que un cierto número de personas abandonase la isla y la escuela cerrara. .